# Callohesma calliopsiformis
Callohesma calliopsiformis är en biart som först beskrevs av Cockerell 1905.  Callohesma calliopsiformis ingår i släktet Callohesma och familjen korttungebin. Inga underarter finns listade.

## Bildgalleri

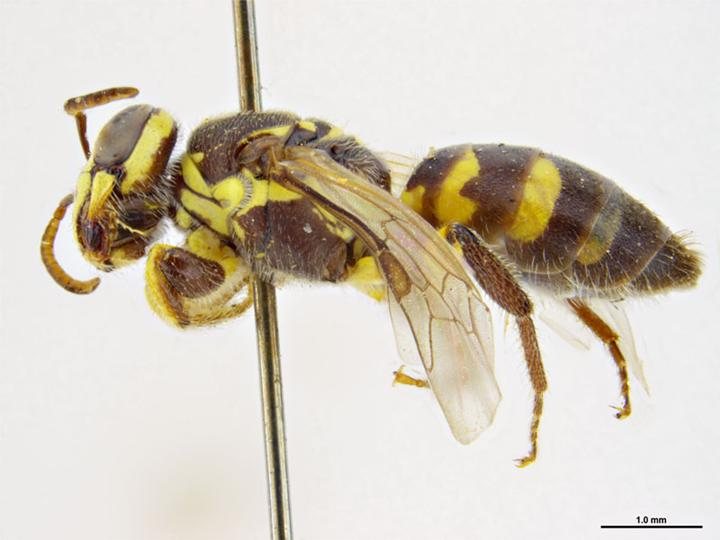
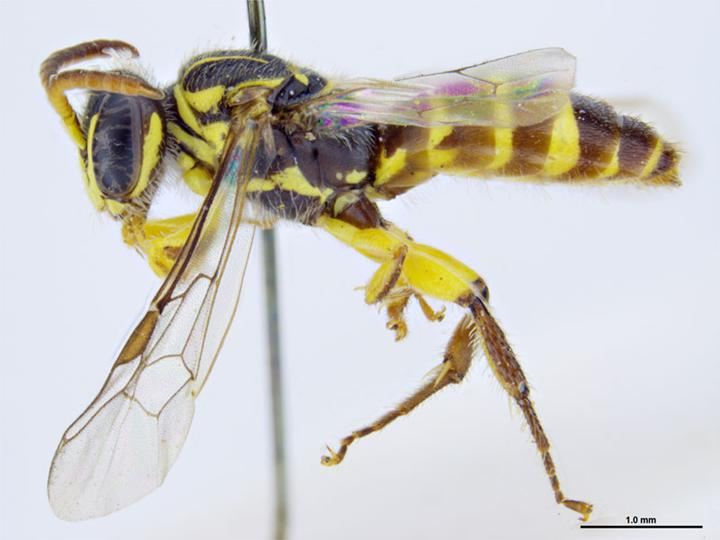